# هوايين
هوايين (بالصينية: 华阴市) هي مدينة على مستوى مقاطعة، في الصين، تقع في ينان، بلغ عدد سكانها 258,113 نسمة، تبلغ مساحتها 817 كيلومتر مربع، رمزها البريدي هو 714200.

## التقسيمات الإدارية
- Yuemiao Subdistrict  [لغات أخرى]‏
- Luofu  [لغات أخرى]‏.